# Ráncos galambgomba
A ráncos galambgomba (Russula vesca) az Agaricomycetes osztályának galambgomba-alkatúak (Russulales) rendjébe, ezen belül a galambgombafélék (Russulaceae) családjába tartozó faj.

## Megjelenése
Közepes termetű gomba amely lomberdőkben terem júniustól októberig, egyesével.
Kalapja színe rózsaszín és lila szinte minden árnyalata lehet, alakja lapos, vagy bemélyedő. Jellemző átmérője 5 – 8 cm.
Lemezei fehérek, tönkhöz nőttek, könnyen morzsolódnak, néha rozsdaszínű foltok is megjelenhetnek rajtuk. Tönkje fehér, oszlopszerű, kemény. Jellemző magassága 4 – 9 cm.

## Összetéveszthetősége
Legkönnyebben a szintén ehető kékhátú galambgombával (Russula cyanoxantha) lehet összetéveszteni, annak azonban kalapja sötétebb, leggyakrabban kékes-lilás árnyalatú.
Felületesen hasonlít még az enyhén mérgező törékeny galambgombára (Russula fragilis) is, ennek kalapja azonban pirosas színű.

## Felhasználhatósága
Ízletes, árusítható, közkedvelt gombafaj.